# Гарсия, Эрик
Э́рик Гарси́я Мартре́т  (исп. Eric García Martret; род. 9 января 2001, Марторель, Каталония) — испанский футболист, защитник испанского клуба «Барселона» и сборной Испании. Победитель Олимпийских игр 2024 года в Париже, серебряный призёр Олимпийских игр 2020 года в Токио.

## Клубная карьера
Эрик является воспитанником знаменитой академии клуба «Барселона» — «Ла Масии», плавно переходил из одной категории в другую.
Летом 2017 года Гарсия перешёл из «Барселоны» в английский «Манчестер Сити». Перед началом сезона 2018/19 он вместе с первой командой участвовал в турне по США. Он принял участие в матчах с «Ливерпулем» и дортмундской «Боруссией», после которых тренер Пеп Гвардиола отметил, что Эрик в свои 18 лет сыграл как опытный футболист. 18 декабря 2018 года Гарсия дебютировал в основном составе «Манчестер Сити», выйдя в стартовом составе и отыграв весь матч с «Лестером» в Кубке футбольной лиги.
1 июня 2021 года «Барселона» объявила о подписании Гарсии, подписав контракт до 2026 года, который вступит в силу 1 июля.

## Карьера в сборной
В 2017 году Эрик был вызван главным тренером юношеской сборной Испании Санти Денией на юношеский чемпионат Европы (до 17 лет) в Хорватии. Он был самым молодым из испанцев на первенстве. На турнире он провёл всего две встречи и стал чемпионом Европы.

## Стиль игры
В клубе постоянно отмечают его самоотверженность и недюжинные лидерские качества, которые он проявляет как на поле, так и вне его. Даже в столь юном возрасте Эрик является для своих партнеров настоящим примером для подражания. Его главный кумир — Хавьер Маскерано, что многое говорит о характере уроженца Барселоны. Что же касается игровых качеств Гарсии, то и тут он находится на первых ролях.

## Достижения
«Манчестер Сити»
- Чемпион Англии: 2020/21
- Обладатель Суперкубка Англии: 2019[10]
- Обладатель Кубка футбольной лиги: 2020/21

«Барселона»
- Чемпион Испании (2): 2022/23, 2024/25
- Обладатель Кубка Испании: 2024/25
- Обладатель Суперкубка Испании (2): 2022/23, 2024/25

Сборная Испании (до 17 лет)
- Чемпион Европы (до 17): 2017

Сборная Испании (до 19 лет)
- Чемпион Европы (до 19): 2019[11]

Сборная Испании
- Олимпийский чемпион: 2024

## Статистика
| Выступление      | Выступление      | Выступление      | Чемпионат | Чемпионат | Кубки | Кубки | Еврокубки | Еврокубки | Прочие | Прочие | Итого | Итого |
| Клуб             | Лига             | Сезон            | Игры      | Голы      | Игры  | Голы  | Игры      | Голы      | Игры   | Голы   | Игры  | Голы  |
| ---------------- | ---------------- | ---------------- | --------- | --------- | ----- | ----- | --------- | --------- | ------ | ------ | ----- | ----- |
| Манчестер Сити   | Премьер-лига     | 2018/19          | 0         | 0         | 3     | 0     | 0         | 0         | 0      | 0      | 3     | 0     |
| Манчестер Сити   | Премьер-лига     | 2019/20          | 13        | 0         | 5     | 0     | 2         | 0         | 0      | 0      | 20    | 0     |
| Манчестер Сити   | Премьер-лига     | 2020/21          | 6         | 0         | 3     | 0     | 3         | 0         | 0      | 0      | 12    | 0     |
| Манчестер Сити   | Итого            | Итого            | 19        | 0         | 11    | 0     | 5         | 0         | 0      | 0      | 35    | 0     |
| Барселона        | Примера          | 2021/22          | 26        | 0         | 1     | 0     | 9         | 0         | 0      | 0      | 36    | 0     |
| Барселона        | Примера          | 2022/23          | 24        | 1         | 4     | 0     | 4         | 0         | 0      | 0      | 32    | 1     |
| Барселона        | Примера          | 2023/24          | 2         | 0         | 0     | 0     | 0         | 0         | 0      | 0      | 2     | 0     |
| Барселона        | Примера          | 2024/25          | 27        | 2         | 7     | 1     | 9         | 2         | 0      | 0      | 43    | 5     |
| Барселона        | Итого            | Итого            | 79        | 3         | 12    | 1     | 22        | 2         | 0      | 0      | 113   | 6     |
| Жирона           | Примера          | → 2023/24        | 30        | 5         | 1     | 0     | 0         | 0         | 0      | 0      | 31    | 5     |
| Жирона           | Итого            | Итого            | 30        | 5         | 1     | 0     | 0         | 0         | 0      | 0      | 31    | 5     |
| Всего за карьеру | Всего за карьеру | Всего за карьеру | 128       | 8         | 24    | 1     | 27        | 2         | 0      | 0      | 179   | 11    |